# Nuh (ville)
Nuh est une ville indienne située dans le district de Mewat dans l’État de l'Haryana. En 2011, sa population était de 16 260 habitants.

## Violences religieuses
Le 31 juillet 2023, à l'initiative notamment de militants de l'organisation extrémiste Bajrang Da, des commerces tenus par des musulmans sont saccagés, une mosquée incendiée et l’un de ses clercs assassiné. Après les violences, le gouvernement Bharatiya Janata Party (BJP) de l’Haryana a décidé de démolir des centaines de maisons et de commerces appartenant, pour la plupart, à des musulmans. Une cour locale a finalement ordonné l’arrêt de ces démolitions, soulevant la question d’un « nettoyage ethnique ».

## Source de la traduction
- (en) Cet article est partiellement ou en totalité issu de l’article de Wikipédia en anglais intitulé « Nuh (city) » (voir la liste des auteurs).